# Alexander Berger (Politiker)
Alexander Berger (* 20. Mai 1970 in Ahlen) ist ein deutscher parteiloser Bürgermeister. Er ist seit 2015 hauptamtlicher Bürgermeister der münsterländischen Stadt Ahlen.

## Leben
Sein Abitur machte Alexander Berger am Ahlener Städtischen Gymnasium. Seinen Wehrdienst absolvierte er im Jägerbataillon 531 in Ahlen. An der Universität Osnabrück studierte er Wirtschaftsrecht; das Studium schloss er mit einem Master in Steuerwissenschaften ab. Er promovierte bei Jörg Manfred Mössner zum Thema internationales Steuerrecht mit dem Titel Betriebsübergabe gegen Rente in Deutschland, Österreich und der Schweiz.
Er arbeitete als Rechtsanwalt bei PricewaterhouseCoopers Deutsche Revision in Essen und bei einer Wirtschaftskanzlei in Münster. Seit 2009 war er Regierungsdezernent im Regierungsbezirk Münster.
Als Tennisspieler war Berger Ahlener Stadtmeister im Einzel und Doppel. Er spielt beim TC BW 23 Ahlen. Alexander Berger ist verheiratet und hat zwei Söhne.

## Bürgermeisteramt
Bei der Bürgermeisterwahl 2015 in Ahlen trat der amtierende Bürgermeister Benedikt Ruhmöller (CDU) nicht mehr an. Als Kandidat von CDU und FDP wurde der parteilose Alexander Berger aufgestellt. Im ersten Wahlgang am 13. September 2015 vereinte er 47,7 Prozent der gültigen Stimmen auf sich bei einer Wahlbeteiligung von 45,85 Prozent. Bei der Stichwahl am 27. September 2015 gewann er die Wahl knapp mit 50,9 Prozent bei einer Wahlbeteiligung von 44,9 Prozent. Bei der Bürgermeisterwahl 2020 wurde Berger mit 59,6 Prozent der gültigen Stimmen wiedergewählt.

## Veröffentlichungen
- Betriebsübergabe gegen Rente in Deutschland, Österreich und der Schweiz (= Steuer, Wirtschaft und Recht, Bd. 211). Josef Eul, Lohmar 2002, ISBN 978-3-89012-984-6.